# Lumen Gentium
A Lumen Gentium (Luz dos Povos) é um dos mais importantes textos do Concílio Vaticano II. O texto desta constituição dogmática foi demoradamente discutido durante a segunda sessão do Concílio. O seu tema é a natureza e a constituição da Igreja, não só enquanto instituição, mas também como  corpo místico de Cristo. Foi objeto de muitas modificações e emendas, como, aliás, todos os documentos aprovados. Inicialmente surgiram, para o texto base, cerca de 4000 emendas. Depois de devidamente consideradas as modificações propostas, o texto definitivo foi submetido globalmente a votação no dia 19 de novembro de 1964. Dos 2145 votantes, 2134 votaram placet (pela aprovação do texto), 10 votaram non placet  (pela não aprovação). Houve um voto nulo. No dia 21 de novembro de 1964, a última votação resultou em 2151 placet e 5 non placet, após o que o Papa Paulo VI promulgou solenemente a constituição.

## Esquema daLumen Gentium
Os números correspondem às secções indicadas no texto entre parênteses.
1. O Mistério da Igreja (1-8)
2. O Povo de Deus (9-17)
3. A constituição hierárquica da Igreja e em especial o episcopado (18-29)
4. Os Leigos (30-38)
5. A vocação de todos à santidade na Igreja (39-42)
6. Os Religiosos (43-47)
7. A índole escatológica da Igreja peregrina e a sua união com a Igreja celeste (48-51)
8. A bem-aventurada virgem Maria Mãe de Deus no mistério de Cristo e da Igreja (52-69)
  1. Proémio (52-54)
  2. A virgem Maria na economia da salvação (55-59)
  3. A virgem santíssima e a Igreja (60-65)
  4. O culto da bem-aventurada virgem Maria na Igreja (66-67)
  5. Maria, sinal de segura esperança e de consolação para o Povo de Deus peregrinante (68-69)

## Principais ideias
Esta constituição dogmática, refletindo basicamente sobre a constituição e a natureza da Igreja, reafirmou várias verdades eclesiológicas. Salientou, por exemplo, que "a única Igreja de Cristo, como sociedade constituída e organizada no mundo, subsiste (subsistit in) na Igreja Católica". Também destacou que "a Igreja é sacramento de Cristo e instrumento de união do homem com Deus, e da unidade de todo o género humano". Para atingir esta missão fundamental da Igreja, o documento declara que é necessário dar aos católicos "uma 'consciência de Igreja' mais coerente, para que também se possam valorizar as relações com as outras religiões" (cristãs ou não) e com o mundo moderno. Para isso, o documento dirigiu "a sua atenção para: o primado do método bíblico; o sacerdócio comum de todo o 'Povo de Deus'; a função profética, sacerdotal e real de todo baptizado; a colegialidade episcopal; a missão de serviço da Igreja, que deve estar voltada para toda a humanidade".
A inclusão do tema da Igreja como o "Povo de Deus" (título do segundo capítulo, logo após o capítulo sobre o mistério da Igreja e antes do capítulo sobre a hierarquia) resultou de longo debate entre os padres conciliares e é considerada uma das principais evidências de que o Concílio Vaticano II desejava propor novos rumos para a Igreja Católica, de acordo com o desejo expresso pelo Papa João XXIII ao convocar o Concílio.

## Principais consequências
A partir de então, a Igreja passou a ser vista não apenas como uma instituição hierarquizada, mas também como uma comunidade de cristãos espalhados por todo o mundo e constituintes do Corpo Místico de Cristo. Por isso, a constituição e "as estruturas da Igreja modificaram-se parcialmente e abriu-se espaço para maior participação e apostolado dos leigos, incluindo as mulheres, na vida eclesial". O Concílio clarificou também a igual dignidade de todos os católicos (clérigos ou leigos). Mas, mesmo assim, a estrutura da Cúria Romana permaneceu intacta, o que permite ainda um governo da Igreja altamente centralizado nas mãos do Papa.